# Tân Bắc
Tân Bắc (tiếng Trung: 新北市; bính âm: Xīnběi Shì) là một thành phố trực thuộc Trung ương nằm ở phía bắc của Đài Loan, bao quanh thủ đô Đài Bắc, phía bắc giáp Cơ Long, phía Tây giáp Đào Viên và phía đông giáp Nghi Lan. Tên tiếng Anh của thành phố là New Taipei City (Thành phố Tân Đài Bắc).
Trước ngày 25 tháng 12 năm 2010, thành phố nguyên là huyện Đài Bắc (tiếng Trung: 臺北縣 hoặc 台北縣) trực thuộc tỉnh Đài Loan
Hơn 80% dân số thành phố này sống trong 10 quận mà nguyên là các thành phố trực thuộc Huyện Đài Bắc, chiếm trên 1/6 diện tích của thành phố.

## Hành chính
Tân Bắc có 29 Khu (區). Các đơn vị này được chia thành 1.013 lý (里), sau đó lại được chia tiếp ra thành 21.683 Lân (鄰).(6/2008)
| Bản đồ Tân Bắc | Bản đồ Tân Bắc     | Bản đồ Tân Bắc | Bản đồ Tân Bắc | Bản đồ Tân Bắc | Bản đồ Tân Bắc |
| --- | ------------------ | -------------- | -------------- | -------------- | -------------- |
| Bát Lý Bản Kiều Cống Liêu Kim Sơn Lâm Khẩu Lô Châu Bình Lâm Bình Khê Thụy Phương Tam Trọng Tam Hạp Tam Chi Thâm Khanh Thạch Đĩnh Thạch Môn Song Khê Thụ Lâm Thái Sơn Đạm Thủy Thổ Thành Vạn Lý Ngũ Cổ Ô Lai Tân Điếm Tân Trang Tịch Chỉ Oanh Ca Vĩnh Hòa Trung Hòa Đài Bắc Cơ Long Đào Viên Nghi Lan |                    |                |                |                |                |
| Tên | Trung văn phồn thể | Bính âm        | Bạch thoại tự  | Dân số         | Diện tích(km²) |
| Bát Lý | 八里區             | Bālǐ Qū        | Pat-lý Khu     | 34.590         | 39,4933        |
| Bản Kiều | 板橋區             | Bǎnqiáo Qū     | Pang-kiô Khu   | 554.697        | 23,1373        |
| Cống Liêu | 貢寮區             | Gòngliáo Qū    | Kòng-liâu Khu  | 13.775         | 99,9734        |
| Kim Sơn | 金山區             | Jīnshān Qū     | Kim-san Khu    | 22.360         | 49,2132        |
| Lâm Khẩu | 林口區             | Línkǒu Qū      | Nâ-khàu Khu    | 82.532         | 54,1519        |
| Lô Châu | 蘆洲區             | Lúzhōu Qū      | Lô͘-chiu Khu    | 197.795        | 8,321          |
| Bình Lâm | 坪林區             | Pínglín Qū     | Pêⁿ-nâ Khu     | 6.540          | 170,8350       |
| Bình Khê | 平溪區             | Píngxī Qū      | Pêng-khe Khu   | 5.375          | 71,3382        |
| Thụy Phương | 瑞芳區             | Ruìfāng Qū     | Sūi-hong Khu   | 42.604         | 70,7336        |
| Tam Trọng | 三重區             | Sānchóng Qū    | Sam-tiông Khu  | 390.037        | 16,3170        |
| Tam Hạp | 三峽區             | Sānxiá Qū      | Sam-kiap Khu   | 103.046        | 191,4508       |
| Tam Chi | 三芝區             | Sānzhī Qū      | Sam-chi Khu    | 23.284         | 65,9909        |
| Thâm Khanh | 深坑區             | Shēnkēng Qū    | Chhim-kheⁿ Khu | 23.248         | 20,5787        |
| Thạch Đĩnh | 石碇區             | Shídìng Qū     | Chio̍h-tēng Khu | 7.963          | 144,3498       |
| Thạch Môn | 石門區             | Shímén Qū      | Chio̍h-mn̂g Khu  | 12.492         | 51,2645        |
| Song Khê | 雙溪區             | Shuāngxī Qū    | Siang-khe Khu  | 9.755          | 146,2484       |
| Thụ Lâm | 樹林區             | Shùlín Qū      | Chhiū-nâ Khu   | 175.598        | 33,1288        |
| Thái Sơn | 泰山區             | Tàishān Qū     | Thài-san Khu   | 76.435         | 19,1603        |
| Đạm Thủy | 淡水區             | Dànshuǐ Qū     | Tām-chuí Khu   | 143.439        | 70,6565        |
| Thổ Thành | 土城區             | Tǔchéng Qū     | Thô͘-siâⁿ Khu   | 238.601        | 29,5578        |
| Vạn Lý | 萬里區             | Wànlǐ Qū       | Bān-lý Khu     | 21.892         | 63,3766        |
| Ngũ Cổ | 五股區             | Wǔgǔ Qū        | Gō͘-kó͘ Khu      | 79.751         | 34,8632        |
| Ô Lai | 烏來區             | Wūlái Qū       | U-lai Khu      | 5.787          | 321,1306       |
| Tân Điếm | 新店區             | Xīndiàn Qū     | Sin-tiàm Khu   | 295.673        | 120,2255       |
| Tân Trang | 新莊區             | Xīnzhuāng Qū   | Sin-chng Khu   | 402.221        | 19,7383        |
| Tịch Chỉ | 汐止區             | Xìzhǐ Qū       | Se̍k-chí Khu    | 189.166        | 71,2354        |
| Oanh Ca | 鶯歌區             | Yīnggē Qū      | Eng-ko Khu     | 86.677         | 21,1248        |
| Vĩnh Hòa | 永和區             | Yǒnghé Qū      | Éng-hô Khu     | 234.762        | 5,7138         |
| Trung Hòa | 中和區             | Zhōnghé Qū     | Tiong-hô Khu   | 414.488        | 20,1440        |

## Thành phố kết nghĩa
- Cincinnati, USA
- Quận Miami-Dade, Florida, USA